# 로니 스콧
로니 스콧(Ronnie Scott, 본명은 로널드 스캣(Ronald Schatt), 1927년 1월 28일 ~ 1996년 12월 23일)은 영국의 남성 재즈 트럼페터 겸 재즈 색소포니스트이며 작곡가 겸 재즈 클럽 운영자 및 기업가이다.

## 생애
그는 1943년 트럼펫 연주자 첫 데뷔하였고 2년 후 1945년 테너 색소폰 연주자로도 데뷔하였다. 만년에는 런던에서 재즈 클럽을 운영하였다.
한때 그는 프랑스 파리에서 벨기에 태생의 프랑스 남성 재즈 샹송 싱어송라이터 겸 영화배우 및 각본가 자크 브렐· 미국 여성 재즈 싱어송라이터 겸 피아노 연주자 니나 시몬 등과 재즈 음악 교류를 한 전력이 있고 미국 뉴욕주 뉴욕 시티에서는 미국 여성 재즈 가수 겸 영화배우 줄리 런던 등과 재즈 음악 교류를 한 전력이 있다.